# Rừng Solska

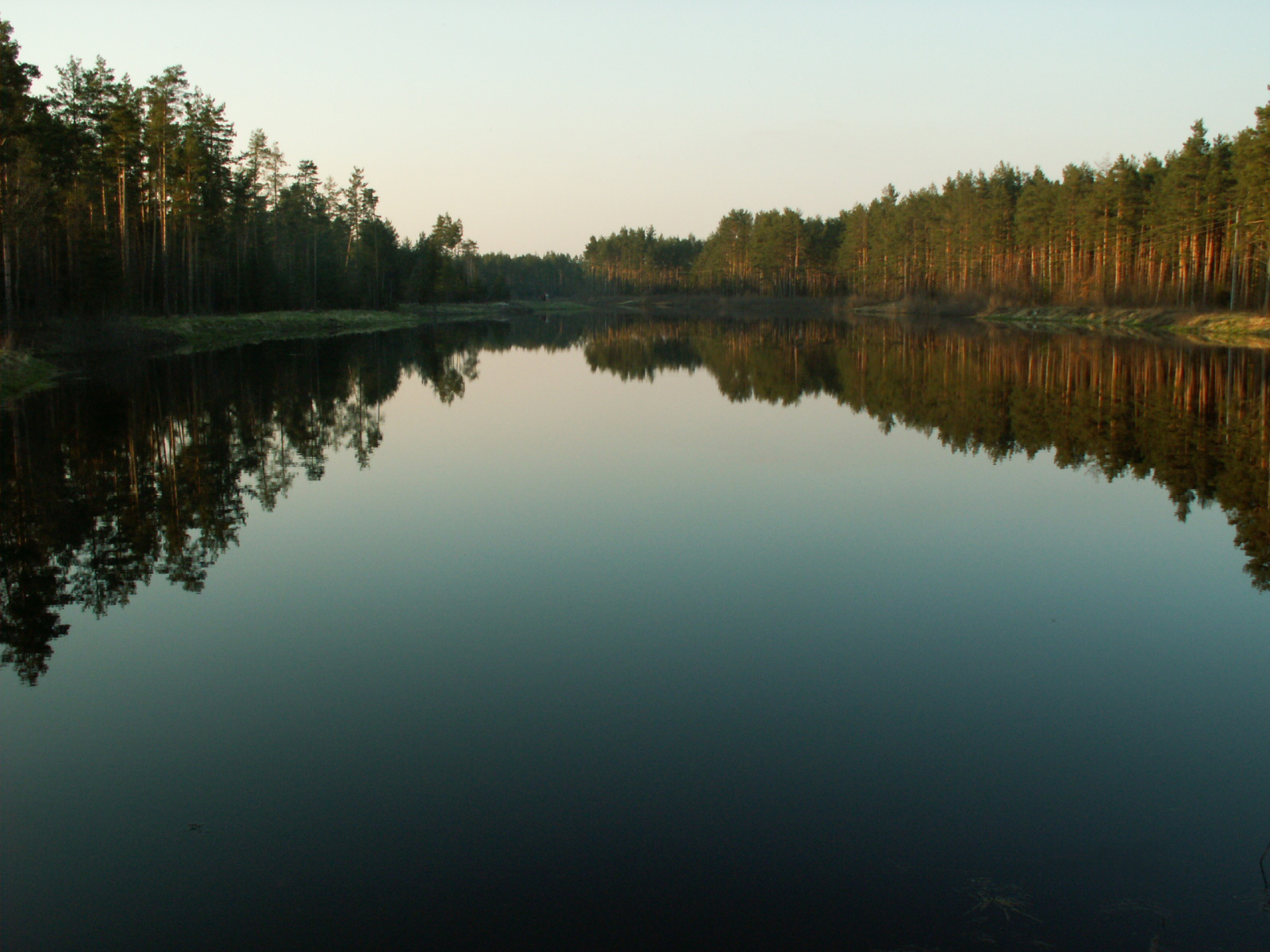
Hồ chứa nước sông Szum, rừng Solska

Rừng Solska (tiếng Ba Lan: Puszcza Solska) là một quần thể rừng lớn ở phía nam của tỉnh Lubelskie, cách Lublin, Ba Lan khoảng 100 km về phía nam. Nó chiếm một khu vực phía bắc của San và phía nam của Roztocze Upland. Khu rừng hầu hết được làm từ cây lá kim, một phần trong số chúng đã được trồng nhân tạo. Tổng diện tích của nó là 1240 km², khiến nó trở thành khu rừng lớn thứ hai của Ba Lan (Rừng Hạ Silesian đứng đầu). Cho đến cuối thời Trung cổ, Rừng Solska được kết nối với một khu phức hợp khổng lồ khác là Rừng Sandomierz, nhưng nạn phá rừng đã tách hai khu phức hợp này khỏi nhau.
Rừng Solska rất phong phú trong các công viên cảnh quan (như Công viên Cảnh quan Puszcza Solska), khu bảo tồn thiên nhiên và đầm lầy than bùn. Các con sông chính đi qua khu vực là Tanew, và Lada và các thành phố chính là Bilgoraj, Tomaszow Lubelski và Jozefow. Khu rừng được cắt ngang bởi một số tuyến đường, bao gồm đường quốc lộ chính số 17, đi từ Warsaw, qua Lublin, đến Lviv. Ngoài ra, một tuyến đường sắt Zwierzyniec - Belzec đi qua nó.